# Axto
Axto è un personaggio del romanzo Los reyes di Julio Cortázar.
Mentre Pasifae si trovava nella vacca di bronzo costruita per lei da Dedalo perché potesse unirsi al Toro di Creta, fu vista da un contadino che lavorava nei campi, Axto. Quest'ultimo venne catturato e portato al cospetto del re Minosse, il quale lo fece torturare per tre giorni, fino a quando Axto rivelò ciò che aveva visto.